# Dolichopoda pusilla
Dolichopoda pusilla är en insektsart som beskrevs av Bolívar, I. 1899. Dolichopoda pusilla ingår i släktet Dolichopoda och familjen grottvårtbitare. Inga underarter finns listade i Catalogue of Life.